# Angelo Tonini
Angelo Augusto Tonini (ur. 26 listopada 1888 w Arezzo, zm. 18 lutego 1974 w Mediolanie) – włoski lekkoatleta startujący w skoku wzwyż i skoku w dal, olimpijczyk.
Tonini reprezentował Królestwo Włoch podczas V Letnich Igrzyskach Olimpijskich w 1912 roku w Sztokholmie, gdzie wystartował w dwóch konkurencjach. W eliminacjach skoku wzwyż po pierwszej zrzutce na 1,60 m, przeniósł kolejne próby na 1,70 m. Ostatecznie spalił wszystkie skoki na tej wysokości i nie był klasyfikowany w tej konkurencji. W eliminacjach skoku w dal w drugiej próbie skoczył na odległość 6,44 m co uplasowało go ostatecznie na 19. miejscu.
Reprezentował barwy klubu US Milanese.
Rekordy życiowe:
- skok w dal – 7,00 m (1912).